# Volo Cathay Pacific 700Z
Il volo Cathay Pacific 700Z era un volo che collegava Singapore a Hong Kong. La Cathay Pacific utilizzò un Convair 880 per questa rotta, il quale si schiantò nel Vietnam del Sud nel pomeriggio del 15 giugno 1972. La causa fu determinata in un ordigno esplosivo, probabilmente situato all'interno della cabina passeggeri. Un sospettato dell'attentato è stato assolto durante il processo.
Il volo 700Z proveniva dall'aeroporto internazionale di Singapore (ora base aerea di Paya Lebar) e faceva scalo all'aeroporto internazionale Don Mueang di Bangkok, con destinazione finale l'Aeroporto di Hong Kong Kai Tak.
Alle 05:42 GMT (1242 ora locale), il volo prese contatto con il controllo del traffico di Saigon. Alle 05:44, l'equipaggio effettuò una trasmissione di routine aggiornando l'avanzamento della rotta, aggiungendo che si aspettavano di raggiungere il successivo punto di passaggio entro le 06:06 GMT. Fu l'ultima trasmissione ricevuta dal volo.

## L'indagine
Il relitto si trovava in un terreno "leggermente boscoso", ancora in fiamme, non molto tempo dopo che il controllore del traffico di Saigon aveva perso i contatti. Sebbene due corpi siano stati recuperati quasi immediatamente, la presenza di forze ostili nelle vicinanze rese molto difficile l'esame approfondito dei rottami. La diffusione dei detriti suggeriva che il Convair si fosse spezzato in tre grandi sezioni, con i punti di rottura quasi esattamente lungo la parte anteriore e posteriore della scatola alare, prima di toccare il suolo, e la relativa vicinanza di queste sezioni suggeriva che questa rottura fosse avvenuta a bassa quota. Altri detriti, tra cui due motori e lo stabilizzatore orizzontale, potevano essere visti più lontano dagli elicotteri, ma non potevano essere raggiunti a piedi a causa dell'attività bellica. Il registratore dei dati di volo dell'aereo è stato recuperato e letto; in esso era dimostrato che l'aereo stava volando sulla rotta di 29.000 piedi (8.800 m) ad una velocità di 310 nodi (570 km/h) fino alle 05:59 GMT (1259 ora locale), a quel punto i dati registrati persero senso per 30 secondi prima di fermarsi del tutto. L'aereo non era dotato di un registratore di suoni nel cockpit.
Dopo aver esaminato i detriti disponibili, divenne presto chiaro che l'aereo aveva subito qualche tipo di problema strutturale e perdita di controllo alla quota di crociera, e che la rottura a bassa quota era stata causata dallo stress eccessivo dell'aereo durante una discesa incontrollata. I detriti dal centro della fusoliera e dalla radice dell'ala destra mostravano segni di "schizzi" esplosivi, e il serbatoio del carburante numero 3 mostrava segni di rottura prima della rottura a bassa quota dedotta dalla distribuzione dei rottami. Lo stabilizzatore verticale mostrava segni di essere stato colpito da "almeno un corpo e forse alcuni sedili", e anche lo stabilizzatore orizzontale mostrava segni di essere stato danneggiato da detriti nell'aria. Molti corpi non furono recuperati, forse perché erano stati espulsi molto presto in questa sequenza. Senza poter esaminare meglio il relitto e in mancanza di dati di volo validi dagli istanti finali del volo, non si sa cosa sia successo esattamente dopo le 05:59 GMT. Ciò che è evidente è che una sorta di ordigno esplosivo, probabilmente situato all'interno della cabina passeggeri vicino all'ala destra, era esploso in quel momento, causando danni sconosciuti ma catastrofici all'aereo, inclusi, ma non limitati, i danni riscontrati sullo stabilizzatore orizzontale e verticale. Probabilmente l'aereo è sceso rapidamente in modo "irregolare". In un punto imprecisato di questa discesa, lo stabilizzatore orizzontale si staccò completamente dall'aereo e alla fine la fusoliera si spezzò nelle tre sezioni inizialmente trovate dai ricercatori.

## Conseguenze
A seguito di un'indagine dell'autorità per l'aviazione civile britannica e della polizia di Hong Kong, nonché di sei anni di reportage da parte di un giornalista del Bangkok Post, "un agente di polizia la cui fidanzata e la figlia erano a bordo è stato accusato del crimine". Somchai Chaiyasut, che aveva stipulato tre polizze assicurative di viaggio per la fidanzata e la figlia, è stato dichiarato non colpevole per mancanza di prove. Ha citato in giudizio le compagnie di assicurazione ed ha ricevuto 5,5 milioni di baht (180.000 dollari). Morì di cancro nel 1985. È stato riferito che "il personale della compagnia aerea e i parenti [avevano preso in considerazione] l'assunzione di un sicario per ucciderlo".